# Happiness Is a Warm Gun
Happiness Is a Warm Gun (Lennon/McCartney) är en låt av The Beatles från 1968.

## Låten och inspelningen
Denna melodiskt något märkliga låt spelades in 23 – 25 september 1968 och texten är delvis helt nonsensartad även om de sexuella anspelningarna och undertonerna duggar tätt i ett rått och bluesigt arrangemang. ”Mother Superior” som förekommer i låten var ett av Lennons många smeknamn för Yoko Ono. Låten kan med sina många takt- och melodibyten ge ett något förvirrat intryck vid första lyssningarna, vilket en del kritiker pekat på. Låten kom med på LP:n The Beatles, som utgavs i England och USA 22 november respektive 25 november 1968.
Låten spelas i filmen Across the Universe.